# Gran Premio del Belgio 1986
Il Gran Premio del Belgio 1986  è stata la quinta gara del campionato di Formula 1 del 1986, si è disputato il 25 maggio sul Circuito di Spa-Francorchamps ed è stato vinto da Nigel Mansell su Williams-Honda. Per questo appuntamento stagionale la Brabham schierò in pista il solo Riccardo Patrese, poiché appena 11 giorni prima morì tragicamente Elio De Angelis, durante un test privato della stessa scuderia britannica. A partire dal Gran Premio successivo la Brabham schiererà al fianco di Patrese il britannico Warwick.

## Qualifiche
| Pos | No | Pilota             | Costruttore            | Q1       | Q2       | Gap     |
| --- | -- | ------------------ | ---------------------- | -------- | -------- | ------- |
| 1   | 6  | Nelson Piquet      | Williams-Honda         | 1.54:637 | 1.54:331 |         |
| 2   | 20 | Gerhard Berger     | Benetton-BMW           | 1.54:468 | 1.54:939 | +0.137  |
| 3   | 1  | Alain Prost        | McLaren-TAG            | 1.55:039 | 1.54:501 | +0.170  |
| 4   | 12 | Ayrton Senna       | Lotus-Renault          | 1.55:776 | 1.54:576 | +0.245  |
| 5   | 5  | Nigel Mansell      | Williams-Honda         | 1.55:345 | 1.54:582 | +0.251  |
| 6   | 19 | Teo Fabi           | Benetton-BMW           | 1.57:440 | 1.54:765 | +0.434  |
| 7   | 25 | René Arnoux        | Ligier-Renault         | 1.57:269 | 1.55:576 | +1.245  |
| 8   | 2  | Keke Rosberg       | McLaren-TAG            | 1.56:534 | 1.55:662 | +1.331  |
| 9   | 27 | Michele Alboreto   | Ferrari                | 1.56:294 | 1.56:242 | +1.911  |
| 10  | 16 | Patrick Tambay     | Lola-Ford              | 1.58:574 | 1.56:309 | +1.978  |
| 11  | 28 | Stefan Johansson   | Ferrari                | 1.57:697 | 1.56:496 | +2.165  |
| 12  | 3  | Martin Brundle     | Tyrrell-Renault        | 1.57:797 | 1.56:537 | +2.206  |
| 13  | 11 | Johnny Dumfries    | Lotus-Renault          | 1.58:619 | 1.57:462 | +3.131  |
| 14  | 18 | Thierry Boutsen    | Arrows-BMW             | 1.57:918 | 1.57:612 | +3.281  |
| 15  | 7  | Riccardo Patrese   | Brabham-BMW            | 2.00:357 | 1.57:612 | +3.281  |
| 16  | 15 | Alan Jones         | Lola-Ford              | 1.59:180 | 1.57:815 | +3.484  |
| 17  | 26 | Jacques Laffite    | Ligier-Renault         | 1.58:238 | 2.27:817 | +3.907  |
| 18  | 4  | Philippe Streiff   | Tyrrell-Renault        | 1.59:347 | 1.58:603 | +4.272  |
| 19  | 23 | Andrea De Cesaris  | Minardi-Motori Moderni | 2.00:984 | 1.59:960 | +5.629  |
| 20  | 14 | Jonathan Palmer    | Zakspeed               | 2.02:307 | 2.00:148 | +5.817  |
| 21  | 17 | Marc Surer         | Arrows-BMW             | 2.01:320 | 2.01:415 | +6.989  |
| 22  | 24 | Alessandro Nannini | Minardi-Motori Moderni | 2.01:528 | 2.01:354 | +7.023  |
| 23  | 29 | Huub Rothengatter  | Zakspeed               | 2.06:006 | 2.03:842 | +9.511  |
| 24  | 21 | Piercarlo Ghinzani | Osella-Alfa Romeo      | 2.05:092 | 3.38:767 | +10.761 |
| 25  | 22 | Christian Danner   | Osella-Alfa Romeo      | 2.09:465 | 2.06:219 | +11.888 |

## Gara
Al via Piquet fece una buona partenza, prendendo il comando della gara mentre Berger, dopo una partenza lenta, favorì Senna che passò la Benetton dell’austriaco al primo tornante. Diversa situazione per Prost che tentò di sopravanzare Berger, ma i due finirono per toccarsi. Dietro intanto si creò il caos, con il ko di Tambay, per aver rotto la sospensione nel contatto con Fabi.
La classifica vedeva Piquet davanti a Senna seguito da Mansell terzo, poi Stefan Johansson che si ritrovò quarto dopo essere partito undicesimo e così anche Johnny Dumfries su Lotus, partito 13°, sesto Jacques Laffite. Al quinto giro Mansell si sbarazzò di Senna ma l’inglese finì in testacoda dopo pochi metri, lasciando pista libera a Senna e Johansson.
Sorte simile per Dumfries che dovette dire addio alla gara dopo essersi girato, lasciando il quinto posto a Michele Alboreto, che nel frattempo riuscì anche a passare i piloti della Ligier: prima Arnoux e Laffite. Purtroppo la gara del pilota francese di Grenoble terminò al 26º passaggio per una rottura al motore. Ma 10 giri prima era stato Piquet a dovere alzare bandiera bianca, dopo aver visto fumare il motore Honda della propria Williams per un problema al propulsore.
In testa si ritrovò Senna, davanti alle due Ferrari di Alboreto e Johansson, mentre Mansell era dietro con un distacco minimo. Al primo rifornimento cambiò tutto con il “leone d’Inghilterra” che si ritrovò a condurre la gara dopo aver scavalcato tutti. La corse proseguì con il bel duello tra la Lotus del brasiliano e la Williams dell’inglese, che però passò per primo sotto alla bandiera a scacchi. Nel finale Johansson superò il compagno di squadra, conquistando il terzo gradino del podio. Punti per Alboreto, quarto, poi Laffite e Prost con la McLaren.

## Ordine d'arrivo
| Pos | No | Pilota             | Costruttore            | Giri | Tempo/Ritiro          | Pos. Griglia | Punti |
| --- | -- | ------------------ | ---------------------- | ---- | --------------------- | ------------ | ----- |
| 1   | 5  | Nigel Mansell      | Williams-Honda         | 43   | 1:27:57.925           | 5            | 9     |
| 2   | 12 | Ayrton Senna       | Lotus-Renault          | 43   | + 19.827              | 4            | 6     |
| 3   | 28 | Stefan Johansson   | Ferrari                | 43   | + 23.592              | 11           | 4     |
| 4   | 27 | Michele Alboreto   | Ferrari                | 43   | + 29.634              | 9            | 3     |
| 5   | 26 | Jacques Laffite    | Ligier-Renault         | 43   | + 1:10.690            | 17           | 2     |
| 6   | 1  | Alain Prost        | McLaren-TAG Porsche    | 43   | + 2:17.772            | 3            | 1     |
| 7   | 19 | Teo Fabi           | Benetton-BMW           | 42   | + 1 giro              | 6            |       |
| 8   | 7  | Riccardo Patrese   | Brabham-BMW            | 42   | + 1 giro              | 15           |       |
| 9   | 17 | Marc Surer         | Arrows-BMW             | 41   | + 2 giri              | 21           |       |
| 10  | 20 | Gerhard Berger     | Benetton-BMW           | 41   | + 2 giri              | 2            |       |
| 11  | 15 | Alan Jones         | Lola-Ford              | 40   | Fine benzina          | 16           |       |
| 12  | 4  | Philippe Streiff   | Tyrrell-Renault        | 40   | + 3 giri              | 18           |       |
| 13  | 14 | Jonathan Palmer    | Zakspeed               | 37   | + 6 giri              | 20           |       |
| Ret | 23 | Andrea De Cesaris  | Minardi-Motori Moderni | 35   | Fine benzina          | 19           |       |
| Ret | 29 | Huub Rothengatter  | Zakspeed               | 25   | Problemi elettrici    | 23           |       |
| Ret | 3  | Martin Brundle     | Tyrrell-Renault        | 25   | Cambio                | 12           |       |
| Ret | 24 | Alessandro Nannini | Minardi-Motori Moderni | 24   | Cambio                | 22           |       |
| Ret | 25 | René Arnoux        | Ligier-Renault         | 23   | Motore                | 7            |       |
| Ret | 6  | Nelson Piquet      | Williams-Honda         | 16   | Turbo                 | 1            |       |
| Ret | 18 | Thierry Boutsen    | Arrows-BMW             | 7    | Problemi elettrici    | 14           |       |
| Ret | 11 | Johnny Dumfries    | Lotus-Renault          | 7    | Testacoda             | 13           |       |
| Ret | 2  | Keke Rosberg       | McLaren-TAG Porsche    | 6    | Motore                | 8            |       |
| Ret | 21 | Piercarlo Ghinzani | Osella-Alfa Romeo      | 3    | Motore                | 24           |       |
| Ret | 22 | Christian Danner   | Osella-Alfa Romeo      | 2    | Motore                | 25           |       |
| Ret | 16 | Patrick Tambay     | Lola-Ford              | 0    | Collisione con T.Fabi | 10           |       |

## Classifiche

### Piloti
| Pos. | Pilota           | Punti |
| ---- | ---------------- | ----- |
| 1    | Ayrton Senna     | 25    |
| 2    | Alain Prost      | 23    |
| 3    | Nigel Mansell    | 18    |
| 4    | Nelson Piquet    | 15    |
| 5    | Keke Rosberg     | 11    |
| 6    | Jacques Laffite  | 7     |
| 7    | Stefan Johansson | 7     |
| 8    | Gerhard Berger   | 6     |
| 9    | René Arnoux      | 5     |
| 10   | Michele Alboreto | 3     |
| 11   | Martin Brundle   | 2     |
| 12   | Teo Fabi         | 2     |
| 13   | Riccardo Patrese | 1     |

### Costruttori
| Pos. | Team                | Punti |
| ---- | ------------------- | ----- |
| 1    | McLaren-TAG Porsche | 34    |
| 2    | Williams-Honda      | 33    |
| 3    | Lotus-Renault       | 25    |
| 4    | Ligier-Renault      | 12    |
| 5    | Ferrari             | 10    |
| 6    | Benetton-BMW        | 8     |
| 7    | Tyrrell-Renault     | 2     |
| 8    | Brabham-BMW         | 1     |